# Brian Eno
Brian Eno, de nom complet Brian Peter George Jean-Baptiste de la Salle Eno, nascut el 15 de maig de 1948 a Woodbridge, Suffolk (Gran Bretanya), és un teclista i compositor de música electrònica. Va començar la seva carrera tocant amb Roxy Music i després continuà la seva carrera brillant alternant àlbums en solitari amb discos enregistrats amb altres artistes. També ha col·laborat amb el seu germà, el músic Roger Eno.
Eno ha treballat també com a productor per a diversos artistes i grups musicals, entre els quals destaquen James, Talking Heads, Coldplay, Ultravox, U2 i David Bowie, amb qui col·laborà en diverses ocasions; encara en el camp de la producció, Eno va guanyar els premis Brit de 1994 i 1996 al millor productor. La seva producció musical és molt eclèctica; ha publicat discos amb un estil proper a la música pop, mentre en d'altres ha posat els fonaments d'estils de música com l'ambient, inventat per ell mateix, i que ha esdevingut sinònim de la música New Age.
L'any 1996 Brian Eno va ser un dels fundadors de la Long Now Foundation amb la finalitat d'ensenyar a la gent a pensar sobre futur de la societat a molt llarg termini. És columnista en el periòdic anglès The Observer. És considerat com un visionari en la música i un artista molt preocupat per la resta de les disciplines artístiques, especialment de les instal·lacions; també ha col·laborat en el desenvolupament del generador de música algorítmica Koan. A més a més, treballa en el camp de les arts visuals.
Des de la dècada de 1970, les instal·lacions d'Eno han inclòs les veles de l'Opera de Sydney el 2009 i el Telescopi Lovell del Jodrell Bank el 2016. Defensor d'una sèrie de causes humanitàries, Eno escriu sobre diversos temes i és membre fundador de la Fundació Long Now. El 2019, Eno va ser inclòs al Rock and Roll Hall of Fame com a membre de Roxy Music.

## Biografia
És el fill de William Arnold Eno (1916-1988), un empleat de correus i de la flamenca Maria Alphonsine Buslot (1922-2005), amb qui es va trobar i enamorar durant el seu servei militar a Bèlgica a la Segona Guerra Mundial, ambdós catòlics practicants, descendents llunyans de Hugonots francesos refugiats al segle XVII: el cognom Eno deriva d'un cognom francès Hennot.
Va fer les seves primeres passes musicals com a teclista del grup de glam rock Roxy Music, amb qui va enregistrar els seus dos primers àlbums, on va aplicar bona part de les seves idees en el camp de la producció i el tractament electrònic del so d'instruments convencionals. Tanmateix, després de la publicació i la promoció del disc For your Pleasure (1973), Eno va decidir d'abandonar el grup, degut a diferències artístiques amb el seu líder, Bryan Ferry.

### En solitari: els anys 70
La dècada dels anys 1970 fou un període d'allò més profitós per a Eno, que es mostrà molt prolífic. Enregistrà una gran quantitat d'àlbums en solitari i amb altres músics, a més de treballar com a productor. Alhora va ser influent, car molts d'aquests discos van ser, amb el pas del temps, considerats referències obligades i fonts de diversos estils musicals.
Immediatament després d'abandonar Roxy Music, Eno començà les sessions d'enregistrament del seu debut en solitari, Here come the warm Jets (1973), on Eno continua amb l'estil glam dels Roxy Music d'aquest període. En aquest disc, Eno comptà amb l'ajuda del guitarrista Robert Fripp, amb qui ja havia col·laborat poc abans en el disc (No Pussyfooting) —el primer experiment de Brian Eno en el camp de la música ambient— on la guitarra de Fripp es mesclava amb suaus textures de sintetitzador creades per Eno.
El 1974 Eno enregistrà un nou disc, Taking Tiger Mountain (By Strategy), un disc essencialment rock que continuava i aprofundia la línia marcada per Here come the warm Jets; però un any després publicà tres discos molt més orientats cap a la música electrònica: es tracta d'Another Green World (un dels discos més influents d'Eno, amb abundància d'instruments electrònics i majoria de peces instrumentals i tranquil·les), Discreet Music (que marcà l'inici de la seva sèrie Ambient) i una nova cooperació amb Robert Fripp, Evening Star, seguida d'una gira europea. El mateix Eno explica a les notes interiors de "Discreet Music" com va descobrir la noció de música ambiental:
| « | El gener d'aquest any (1975) vaig tenir un accident. No vaig prendre mal, però haguí de guardar repòs en una posició rígida i estàtica. La meva amiga Judy Nylon em visità i em portà un disc de música d'arpa del segle xviii. Quan se'n va anar, i amb moltes dificultats, vaig posar el disc. Quan ja m'havia ajagut, vaig adonar-me que el volum de l'amplificador era molt baix, i que un dels dos canals estèreo estava espatllat. Com que no tenia forces per aixecar-me i corregir la situació, el disc continuà sonant, quasi inaudiblement. Això em va fer descobrir una nova manera d'escoltar música, com a part de l'ambient de l'entorn, com el color de la llum o el so de la pluja eren parts d'aquest ambient. | » |

També el 1975 Eno va fundar el seu propi segell discogràfic, Obscure Records. El 1977 Eno enregistrà un disc en col·laboració amb el grup alemany Cluster, anomenat Cluster & Eno, continuant amb l'experimentació ambiental, que trencaria breument amb l'edició de Before and after Science per reprendre-la amb Music for Films (1978). El 1978 Eno publicà el primer disc de la sèrie «Ambient»: es tracta d'Ambient 1: Music for Airports. En les seves notes interiors Eno donà una definició força més precisa sobre l'abast i les característiques de la música ambiental, ja referida pròpiament amb aquest nom:
| « | La música ambiental ha de ser capaç d'estimular molts nivells d'atenció auditiva sense reforçar-ne cap en particular; ha de ser tan ignorable com interessant. | » |

A més de tots aquests llançaments, cal tenir en compte la feina que realitzà com a productor de grups com Devo, Ultravox (dels quals produí el primer disc, aparegut el 1977) o els Talking Heads, grup amb el qual establí una fructífera relació entre els anys 1978 i 1980, produint-los tres discos i participant en la composició de les cançons. El guitarrista dels Talking Heads, David Byrne, va col·laborar amb Brian Eno en un disc conjunt anomenat My Life in the Bush of Ghosts (1981), una obra pionera en l'ús de material provinent de fonts com enregistraments radiofònics i discos musicals d'altres artistes, com farien posteriorment els artistes de hip-hop. Un altre treball destacable d'Eno a la producció és la famosa "trilogia berlinesa" de David Bowie, formada pels discos Low, Heroes i Lodger, que es compten entre els millors treballs de Bowie.

### Els anys 1980
Durant aquesta dècada, Brian Eno continuà publicant discos de la sèrie Ambient, en col·laboració amb Harold Budd (Ambient 2: The Plateaux of Mirror, 1980), el músic nord-americà Laraaji (Ambient 3: Day of Radiance, 1980) o en solitari (Ambient 4: On Land, 1982, que en significà el punt final i, alhora, marcà l'inici d'un nou gènere conegut com a dark ambient). Un altre compositor amb qui Eno col·laborà és el trompetista Jon Hassell, amb qui enregistrà dos àlbums d'una nova sèrie, Fourth World, el 1980 i el 1981. El 1983 publicà dos discos; el primer d'ells fou Apollo: Soundtracks and Atmospheres, havia de ser la banda sonora d'un documental sobre la NASA, anomenat For All Mankind; Eno començà a treballar en aquest disc amb el sintetitzador Yamaha DX7, que ha esdevingut un dels seus instruments preferits. El segon fou la segona part de "Music for Films", Music for Films 2 (la tercera part veié la llum el 1988).
El 1984 col·laborà per primera vegada amb el grup irlandès U2, en el disc The Unforgettable Fire; Eno repetí la feina a la producció ajudat per Daniel Lanois al disc The Joshua Tree (1987), aclamat mundialment i considerat com un dels millors discos de la història.
Una de les col·laboracions més conegudes d'Eno va ser amb els membres d'U2, Luciano Pavarotti i diversos altres artistes d'un grup anomenat Passengers. Ells van produir l'àlbum Original Soundtracks 1 de 1995, que va arribar al número 76 de la llista de Billboard nord-americana i al número 12 de la UK Albums Chart. Va comptar amb un senzill, "Miss Sarajevo", que va arribar al número 6 de la taula de singles del Regne Unit. Aquesta col·laboració apareix descrita al llibre d'Eno, A Year with Swollen Appendices, un diari publicat el 1996.
El 1996, Eno va anotar la banda sonora de les sis sèries de televisió de fantasia Neverwhere.

### Anys 2000
El 2004, Fripp i Eno van gravar un altre àlbum de col·laboració amb música ambiental, The Equatorial Stars.
Eno va tornar el juny de 2005 amb Another Day on Earth, el seu primer àlbum important des de Wrong Way Up (amb John Cale) per a presentar protagonistes de manera destacada (tendència que va continuar amb Everything That Happens Will Happen Today). L'àlbum difereix del seu treball en solitari de la dècada de 1970 per l'impacte dels avenços tecnològics en la producció musical, evident en la seva producció semi-electrònica.
A principis del 2006, Eno va col·laborar de nou amb David Byrne per a la reedició de My Life in the Bush of Ghosts per celebrar el 25è aniversari de l'influent àlbum. A l'àlbum es van afegir vuit temes inèdits enregistrats durant les sessions inicials de 1980/81. Per a la seva reedició, es va utilitzar una estratègia de màrqueting interactiu inusual, el lloc web promocional de l'àlbum ofereix la possibilitat que qualsevol pugui descarregar oficialment i legalment les pistes múltiples de dues cançons de l'àlbum, "A Secret Life" i "Help Me Somebody". Això va permetre als oients remesclar i penjar noves barreges d'aquestes pistes al lloc web perquè altres persones les escoltessin i les posessin en valoració.
El 2006, Eno va llançar 77 Million Paintings, un programa de vídeo i música generativa específicament per a ordinadors domèstics. Com el seu títol indica, hi ha una possible combinació de 77 milions de pintures on l'espectador podrà veure diferents combinacions de diapositives de vídeo preparades per Eno cada vegada que es llanci el programa. Així mateix, la música que les acompanya és generada pel programa, de manera que és gairebé segur que l'oient no escoltarà el mateix arranjament dues vegades. La segona edició de 77 Million Paintings amb un modelat millorat i dues capes de so més es va estrenar el 14 de gener de 2008. El juny de 2007, quan va rebre l'encàrrec al Centre de les Arts de Yerba Buena, San Francisco, Califòrnia, Annabeth Robinson (AngryBeth Shortbread) va recrear 77 Million Paintings a Second Life.
El 2007 la música d'Eno va ser presentada en una adaptació de pel·lícules de la col·lecció de best-sellers d'Irvine Welsh: Ecstasy: Three Tales of Chemical Romance. També va aparèixer tocant teclats a Voila, l'àlbum en solitari de Belinda Carlisle cantat íntegrament en francès. En 2007, Eno va aportar una composició titulada "Grafton Street" al tercer àlbum de Dido, Safe Trip Home, publicat el novembre de 2008.
El 2008, va llançar Everything That Happens Will Happen Today amb David Byrne; va dissenyar el so per al videojoc Spore i va escriure un capítol a Sound Unbound: Sampling Digital Music and Culture, editat per Paul D. Miller (també conegut per DJ Spooky).
El juny de 2009, Eno va comissariar el Luminous Festival de l'Opera de Sydney, que va culminar amb la seva primera aparició en directe en molts anys. "Pure Scenius" va consistir en tres actuacions improvisades en directe el mateix dia, amb Eno, el trio australià d'improvisació The Necks, Karl Hyde de Underworld, l'artista electrònic Jon Hopkins i el guitarrista Leo Abrahams.
Eno va interpretar la música per a l'adaptació de The Lovely Bones, pel·lícula de Peter Jackson, publicada el desembre de 2009.

### Anys 2010
Eno va llançar un altre àlbum en solitari amb el segell Warp a l'octubre de 2010: Small Craft on a Milk Sea, realitzat en associació amb els col·laboradors habituals des de molt abans Leo Abrahams i Jon Hopkins. Es va llançar el 2 de novembre als Estats Units i el 15 de novembre al Regne Unit.
L'àlbum incloïa cinc composicions que eren adaptacions d'aquestes pistes que Eno va escriure per a The Lovely Bones.

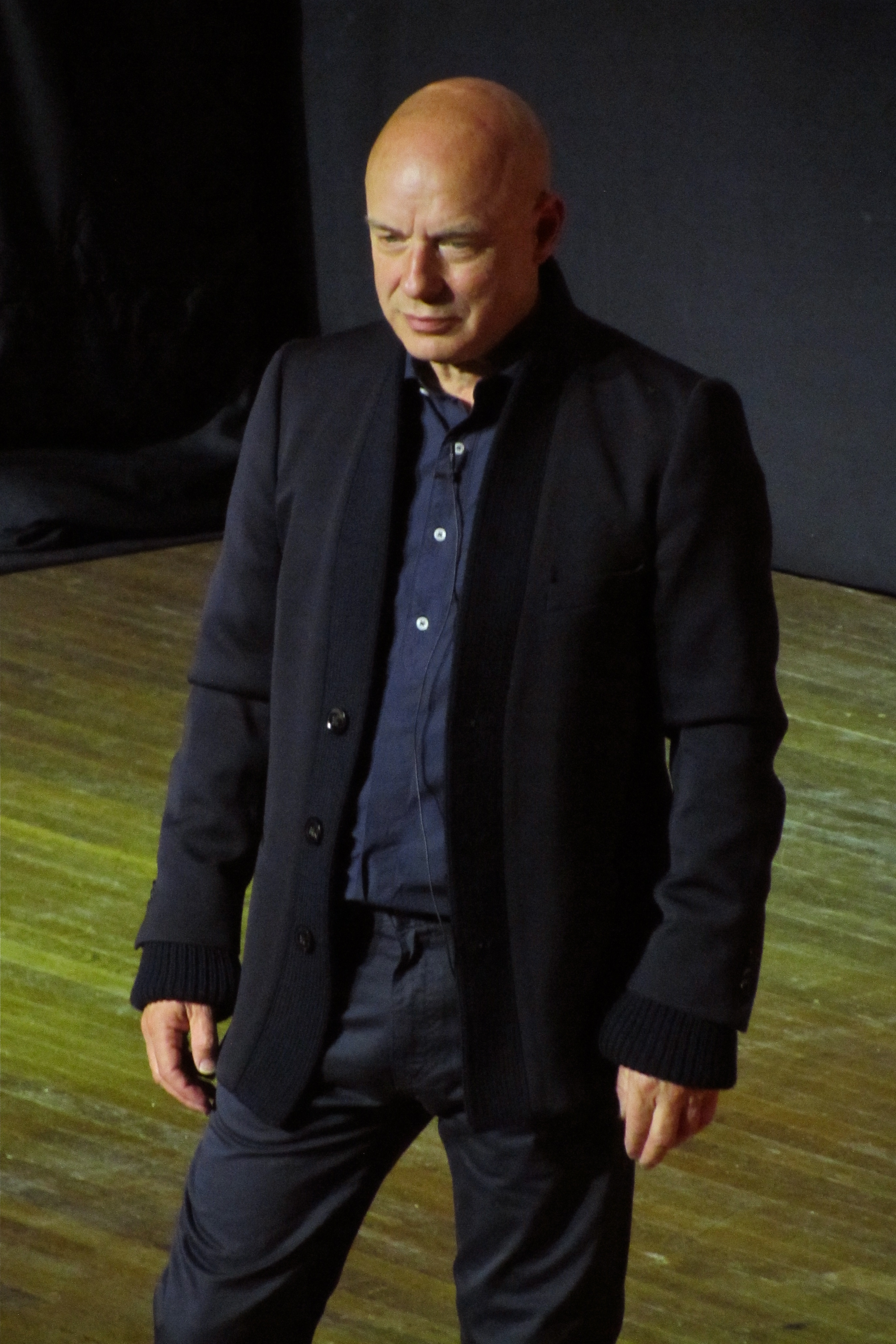
Brian Eno a la seva conferència "Conversa il·lustrada - Illustrated Talk", durant el Moogfest 2011

El maig de 2011, Eno va fer una exposició pública dos projectes audiovisuals: 77 Million Paintings "Visual Paintings" i "Illustrated Talk", en el Moogfest celebrat cada any vora el maig, a la ciutat on va viure-hi l'inventor de l'instrument electrònic Moog.
Eno també va cantar veus de suport a l'àlbum de debut d'Anna Calvi, a les cançons "Desire" i "Suzanne & I". Més tard va publicar Drums Between the Bells, amb una col·laboració amb el poeta Rick Holland, el 4 de juliol de 2011.
Al novembre de 2012, Eno va llançar Lux, una composició de 76 minuts en quatre seccions, a través de Warp.
Eno va treballar amb el cantant de Raï franc-algerià Rachid Taha als àlbums Taha Tékitoi (2004) i Zoom (2013), aportant percussió, baix elèctric i clàssic, i veu. Eno també va actuar amb Taha al concert Stop the War Coalition de Londres el 2005.
A l'abril de 2014, Eno va cantar, co-escriure i coproduir Heavy Seas of Love de Damon Albarn, del seu àlbum de debut en solitari Everyday Robots.
Al maig de 2014, Karl Hyde d'Underworld i Eno i van llançar Someday World, amb diversos músics convidats: des de Will Champion de Coldplay i Andy Mackay de Roxy Music fins a noms més nous com Fred Gibson, de 22 anys, que va ajudar a produir el disc amb Eno.
Al cap de setmanes d'aquest llançament, es va anunciar un segon àlbum complet, titulat High Life. Es va publicar el 30 de juny de 2014
El gener de 2016, es va estrenar un nou paisatge sonor ambiental d'Eno com a part de l'exposició de fotografia planetària de Michael Benson "Otherworlds" a la Jerwood Gallery del Museu d'Història Natural de Londres. Eno en un comunicat va comentar la peça de mitja hora sense nom:
| « | "No podem experimentar l'espai directament; els pocs que han estat per fora ho han fet dins de capolls precaris. Suren en silenci, perquè l'espai no té aire, res per vibrar, i, per tant, cap so. No obstant això, no ens podem resistir a imaginar l'espai com a experiència sonora, traduint els nostres sentiments sobre ell a música. En el passat veiem l'univers com una creació divina perfecta (lògica, finita, determinista) i el nostre art ho reflectia. Els descobriments de l'època espacial han revelat en canvi una realitat caòtica, inestable i vibrant, en constant transformació. Aquesta música intenta reflectir aquesta nova comprensió." | » |

The Ship, un àlbum amb música de la instal·lació del mateix nom d'Eno, va ser llançat el 29 d'abril de 2016 a Warp.
El setembre del 2016, la banda portuguesa de synthpop The Gift, va llançar un senzill titulat Love Without Violins. A més de cantar a la pista, Eno va co-escriure i produir-la. El senzill va ser llançat per l'etiqueta discogràfica pròpia de la banda La Folie Records el 30 de setembre.
Eno's Reflection, un àlbum de música ambiental i generativa, va ser llançat a Warp Records l'1 de gener de 2017. Va ser nominat a un Premi Grammy per la cerimònia de lliurament de premis Grammy en llur 60a edició (2018).
El 2019, Eno va participar en DAU, una instal·lació d'art i cultura immersiva a París del director de cinema rus Ilya Khrzhanovsky evocant la vida sota el govern autoritari soviètic. Eno hi va aportar sis ambients auditius.

## Guardons
Nominacions
- 2014: Grammy al millor àlbum de new-age
- 2018: Grammy al millor àlbum de new-age